# Kavalaans
Kavalaans, ook Kuwarawaans, Kiwarawa, Kuvarawaans, Kibalaans, Kiwaraw, Kuvalaans, Kavarauaans, Kvalaans, Shekwaans, Cabaraans, Kabalaans, Kabaraans, Kamalaans, Kavanaans of Kbalaans, is een Noordelijke taal. Deze taal wordt gesproken in Taiwan, zoals alle Noordelijke talen overigens. Het Kavalaans is bijna uitgestorven en wordt gesproken langs de noordoostelijke kust, tussen T'ou-ch'eng in het noorden en I-lan in het zuiden, daarnaast ook in de contouren rond Su-ao, dat meer zuidoostelijk is gelegen, en inlands richting het veel grotere Atayal-taalgebied. Kavalaans wordt echter vandaag niet meer gesproken in de originele streek, maar door enkele migranten langs de oostelijke kust rond de stad Hualien (die nog eens 74 km zuidelijker is gelegen), het dorp Hsishe en de streek Fengpin; in die buurt wordt de taal nog in één klein dorp gesproken. Het Kavalaans werd in 1930 nog alleen thuis gebruikt, maar wordt nu nog door enkele mensen (minder dan tien procent van de etnische groep) gesproken in het Atayal-taalgebied (dat was ten minste in 1987 nog het geval); ook alleen thuis. Er zijn ooit een woordenboek en een hoop andere boeken gemaakt, ook over Kavalaanse grammatica, maar zoals gezegd is deze taal vandaag zo goed als uitgestorven. Verbazend genoeg zou er toch nog een school zijn die het Kavalaans aan kinderen onderwijst!

Er zijn geen kinderen meer die het Kavalaans beheersen, de jongste Kavalaanstaligen hebben een leeftijd van ca. 35 jaar, maar de taal wordt het best gesproken door oudere vrouwen, die hebben een gemiddelde taalgewoonte met het Kavalaans. De mensen van de Kavalaanse volksstam leven nu tezamen met de Amis en spreken meestal dan ook het Amis, maar ook Taiwanees om de eenvoudige redenen dat ze samenleven met de mensen die deze beide talen van oudsher gebruiken.

## Classificatie
- Austronesische talen (1268)
  - Oost-Formosaanse talen (5)
    - Noordelijke talen (2)
      - Kavalaans

## Evolutie van het aantal sprekers
- 1987: 100
- 2000: 24

Er is dus een sterke daling waar te nemen, het zou best kunnen dat het Kavalaans de dag van vandaag (bijna) helemaal is uitgestorven.

## Verspreiding van de sprekers
- Taiwan: 24; 14de plaats, 15de volgens totaal aantal sprekers